# Список насекомых, занесённых в Красную книгу Казахстана
Насекомые, занесённые в Красную книгу Казахстана, — список из видов насекомых, включённых в последнее издание Красной книги Казахстана.
Подавляющее число видов насекомых включены в Красную книгу из-за невысокой численности популяций и больших экологических изменений в биоценозах их обитания. Это подвергает их риску вымирания на территории страны. Большинство видов насекомых, занесённых в Красную книгу Казахстана, населяют горные и пустынные биотопы Казахстана, а в степной зоне обитает только 18 видов.

## История
Вопрос об охране редких беспозвоночных животных, и насекомых в том числе, в общегосударственном масштабе стал подниматься сравнительно недавно.
После Октябрьской революции 1917 года, несмотря на всеобщее развитие энтомологии, охрана насекомых на территории стран тогдашнего СССР, в состав которого входил и Казахстан, долгое время оставалась на месте, в то время, как активное развитие сельского хозяйства и промышленности вело к интенсивному уничтожению естественных биотопов. Именно поэтому насекомые не были включены в первое издание Красной книги СССР, вышедшей в 1978 году. Во второе же издание Красной книги, увидевшее свет в 1984 году, были включены 202 вида насекомых.
Вопрос о включении беспозвоночных, в том числе насекомых, в Красную книгу Казахстана поднимался ещё в 1983 году. Однако, впервые они были включены в неё только в 1991 году и присутствуют во всех её последующих пересмотрах. При этом на официальном интернет-сайте Красной книги Казахстана беспозвоночные отсутствуют. Третье по счёту издание Красной книги Республики Казахстан началось в 1996 году с публикации первой части первого тома, включающего позвоночных животных. В декабре 2003 года была подготовлена к изданию, и отпечатаны три государственных экземпляра второй части Красной книги Казахстана, включающей беспозвоночных животных. В неё было включено 85 видов насекомых. По сравнению с изданием 1991 года были исключены 4 вида жесткокрылых (красотел пахучий, красотел окаймленный, рогачик однорогий, восковик), 16 видов чешуекрылых (медведица красноточечная, совка шпорниковая, подалирий, махаон, аполлон Феб, аполлон обыкновенный, делфиус, актиус, мнемозина, аполлон тянь-шанский, зегрис короткоусая, желтушка тизо, голубянка Каллимах, голубянка Давида, голубянка римн, голубянка Элвира), 1 вид сетчатокрылых (аскалаф пестрый) и 1 вид двукрылых (ктырь гигантский). Перечисленные виды ранее были включены в Красную книгу СССР без учёта материалов непосредственно из Казахстана и, по действовавшим на тот момент правилам, автоматически попали во второе издание Красной книги Казахстана, являясь при этом обычными видами на территории страны. В Красную книгу Казахстана вновь были внесены: карминоносный червец Виктории, 5 видов жужелиц (жужелица Михайлова, жужелица Линдеманна, жужелица илийская, жужелица Хике и жужелица Сольского), 6 видов усачей (усач мускусный илийский, дровосек тамарисковый, дровосек Галузо, корнеед большой, корнеед Гангльбауэра и корнеед балхашский), 1 вид златки (златка большая туранговая).
В 2006 году было принято новое постановление Правительства Республики Казахстан «Об утверждении Перечней редких и находящихся под угрозой исчезновения видов животных и растений» Казахстана, утвердившее обновлённый список видов, подлежащих охране и вышла последняя четвёртая редакция Красной книги Казахстана.
Категории природоохранной значимости
- 0 — предположительно исчезнувшие виды,
- I категория — исчезающие виды,
- II — сокращающиеся,
- III — редкие,
- IV — неопределенные.

Из последней редакции Красной книги Казахстана была исключена V категория («восстановленные виды»), но восстановление беспозвоночных в Казахстане пока не проводится. Также была введена нулевая категория, рассматривающая «предположительно исчезнувшие виды».

## Список насекомых, занесённых в Красную книгу Казахстана
| Иллюстрация                                                                   | Название                                                              | Ареал и численность на территории Казахстана. Замечания по систематике. | Охранный статус в Красной книге Казахстана | Источники         |
| ----------------------------------------------------------------------------- | --------------------------------------------------------------------- | --- | ------------------------------------------ | ----------------- |
| Отряд Богомоловые (Mantodea)                                                  |                                                                       | |                                            |                   |
|                                                                               | Богомол древесный (Hierodula tenuidentata)                            | Вид, численность которого сокращается. Встречается на юге Казахстана, где обитает в пойменных тугаях с турангой и лохом, иногда проникает в садовые участки. В Джетысай достигает большой численности. | Сокращающийся в численности вид            | [ 7 ]             |
|                                                                               | Боливария короткокрылая (Bolivaria brachyptera)                       | Вид, численность которого сокращается. Встречаются единичные экземпляры. Обитает в полупустынях с ксерофитной растительностью. На юге Туранской низменности отмечен в тугаях. На полынных равнинах встречаются единичные особи. Сокращается в численности в местах перевыпаса скота. | Сокращающийся в численности вид            | [ 7 ]             |
| Отряд Двукрылые (Diptera)                                                     |                                                                       | |                                            |                   |
|                                                                               | Атрафаксиола богутинская (Atraphaxiola bogutensis)                    | Редкий вид с узким ареалом. Представитель монотипического рода, описанного из Казахстана. Встречается в юго-восточных отрогах Тянь-Шаня в горах Богуты и Торайгыр. Встречается на остепенённых склонах. Продолжительность жизни имаго не превышает 16 часов. На численность влияют перевыпас скота и степные пожары. | Редкий вид                                 | [ 7 ]             |
|                                                                               | Псектросема разнороговая (Psectrosema diversicornis)                  | Редкий вид, известный по находкам из трех точек. На территории Казахстана выявлен в двух местах: правый берег Сырдарьи близ поселка Балтаколь, вблизи Чардаринского водохранилища, и в дельте реки Или, вблизи посёлка Карой. Обитает в тугайных лесах. На численность вида оказывают сильное негативное влияние пожары. | Редкий вид                                 | [ 7 ]             |
|                                                                               | Стефаниола азиатская (Stefaniola asiatica)                            | Редкий вид с очень низкой численностью. Обитает в песчаных, каменистых и солончаковых пустынях. | Редкий вид                                 | [ 7 ]             |
|                                                                               | Стефаниола великолепная (Stefaniola asiatica)                         | Вид с дизъюнктивным ареалом. В Казахстане обитает в пойме нижнего течения реки Или, 20 км северо-западнее посёлка Баканас. Встречается на участках глинистой пустыни между песчаными барханами, среди растительности. На численность сильно влияет перевыпас скота. | Редкий вид                                 | [ 7 ]             |
|                                                                               | Эфедромия недоразвитощупиковая (Ephedromyia debilopalpis)             | Редкий вид, эндемик Казахстана. Населяет песчаные пустыни. Представитель монотипического рода мух-галлиц, описанного из Казахстана. Распространен в Джунгарском Алатау, в горах Чулак, а также в поймах рек Сырдарьи, Чу, Или. Обитает в песчаных пустынях, встречается по долинам пустынных рек. Продолжительности жизни имаго не превышает 10 часов. Численность вида страдает от перевыпаса скота. | Редкий вид                                 | [ 7 ]             |
| Отряд Жесткокрылые (Coleoptera)                                               |                                                                       | |                                            |                   |
| http://www.zin.ru/animalia/coleoptera/images/h_800/haplosoma_ordinatum_sk.jpg | Гаплозома обычная (Haplosoma ordіnatum)                               | Пустынный представитель подсемейства Dynastinae. Малоизученный вид монотипичного рода, эндемичного для Средней Азии. Вид описан из района Ташкента. Найден в Репетеке, Северном Приаралье, на правом берегу Эмбы (самая северная и западная точка ареала). На всем ареале является редким. Охраняется в заповеднике Барсакельмес. | Редкий вид                                 | [ 7 ]             |
| Фотография дровосека Галузо                                                   | Дровосек Галузо (Anoplistes galusoi )                                 | Редкий вид с сокращающейся численностью. Обладает очень узким ареалом. Встречается только лишь в подгорной песчаной пустыне в районе Улькен-Калкана и Аяк-Калкана. Не регулируемая заготовка эфедры — кормового растения личинок этого вида оказывает негативное влияние на численность популяции вида. Охраняется в Национальном природном парке «Алтын-Эмель». | Сокращающийся в численности вид            | [ 7 ]             |
| Рисунок тамарискового дровосека                                               | Дровосек тамарисковый (Hesperophanes heydeni)                         | Редкий вид с сокращающейся численностью. Является эндемиком пустынной зоны Казахстана. Является третичным реликтом. Населяет долины Сыр-Дарьи, Или, Каратала, Чёрного Иртыша. Встречается в глинисто-песчаных и глинисто-солончаковых пустынях. Причиной сокращения численности вида является уменьшение площади произрастания тамариска — кормового растения этого вида. Охраняется в Национальном природном парке «Алтын-Эмель». | Сокращающийся в численности вид            | [ 7 ]             |
|                                                                               | Жужелица восхитительная (Carabus іmperіalіs)                          | Малоизученный редкий вид, известный из немногих пунктов Алтая. Найден в окрестностях Барнаула, Усть-Каменогорска, Новой Бухтармы, Рахмановских Ключей, на Калбинском хребте, в Зыряновском и Уланском районах Восточно-Казахстанской области. По-видимому, лесной вид. | Редкий вид                                 | [ 7 ]             |
|                                                                               | Жужелица илийская (Carabus іlіensіs)                                  | Вероятно, исчезнувший вид. Узколокальный эндемик. Известен только по двум экземплярам, найденным в 1930-х годах в окрестностях поселка Илийск, ныне затопленного Капчагайским водохранилищем. В современных сборах из окрестностей Капчагая, гор Малай-Сары и урочища Тамгалы-Тас вид отсутствует. Можно предположить, что вид населял небольшие сухие скалистые ущелья по берегам р. Или. Затопление местообитаний в результате строительства Капчагайской ГЭС, по-видимому, привело к исчезновению вида. | Предположительно исчезнувший вид           | [ 7 ]             |
| Фотография жужелицы Линдеманна                                                | Жужелица Линдеманна (Carabus lindemanni)                              | Вид с быстро сокращающимся ареалом. Эндемик предгорий центральной части Заилийского Алатау между реками Чемолган и Турген. Обитает на открытых остепненных участках предгорий на высотах 800—1000 м н.у.м. Причины сокращения численности вида: изменения местообитаний в результате хозяйственной деятельности человека, выжигание сухой растительности, обработка растений ядохимикатами, дачное строительство. | Редкий вид                                 | [ 7 ] [ 8 ] [ 9 ] |
| Фотография жужелицы мальчик                                                   | Жужелица мальчик (Carabus puer)                                       | Малоизученный вид. Эндемичен для хребтов Северного, Центрального и Восточного Тянь-Шаня. Вид распространен от озера Сон-Куль и Токмака — на западе, до долины Малого Юлдуса — на востоке. В Казахстане населяет восточную часть Заилийского Алатау (на запад примерно до Тургенского ущелья), а также хребты Кетмень, Кунгей и Терскей Алатау. Обитает в зоне ельников и на альпийских лугах на высотах 1800-3500 м н.у.м. Иногда выходит на степные склоны, спускаясь до 1000 м. | Редкий вид                                 | [ 7 ] [ 10 ]      |
|                                                                               | Жужелица Михайлова (Carabus mіchaіlovі)                               | Малоизученный редкий вид, известный только лишь по немногим экземплярам. Впервые вид был описан в 1992 году. Вероятно, эндемичный для Южного Алтая. Распространен в высокогорьях хребта Сарымсакты на Южном Алтае. Встречается на высотах 2600—2900 м н.у.м. Причина сокращения численности — перевыпас скота в местах обитания. | Редкий вид                                 | [ 7 ]             |
| Фотография жужелицы Сольского                                                 | Жужелица Сольского (Carabus solskyі)                                  | Редкий вид, эндемик гор Юго-Восточного Казахстана. Обнаружен в горах Тышкантау на юго-востоке Джунгарского Алатау, на хребте Кетмень, в восточной части хребта Терскей Алатау и на запад до Каркары, в тугаях рек Или и Баянкол. Обитает в луговых стациях до высоты 2600 м н.у.м. На равнине населяет тугайные леса. На хребте Кетмень вид сравнительно нередок, в остальных местах численность невысокая. В тугаях долины реки Или численность заметно сокращается из-за деградации тугайных лесов, в горах негативно влияет перевыпас скота.                                                                          | Редкий вид                                 | [ 7 ]             |
| Фотография жужелицы Хике (недоступная ссылка)                                 | Жужелица Хике (Carabus hіekeі)                                        | Локальный эндемик высокогорий центральной части Заилийского Алатау между реками Проходная и Малая Алматинка. Обособленно стоит в системе подрода. Обитает на каменных осыпях и альпийских лугах на высоте 3000-3500 м н.у.м, где пока вид нередок. Разрушение местообитаний в результате строительства дорог, баз отдыха может привести к снижению численности. | Редкий вид                                 | [ 7 ]             |
|                                                                               | Жук-олень (Lucanus cervus)                                            | Ареал на востоке достигает поймы реки Урал. Здесь жук-олень обитает не только в широколиственных лесах, но и в лесостепях. Сам же вид приурочен вид к старым широколиственным, преимущественном дубовым, лесам. Встречается редко и локально. Численность вида сокращается из-за уменьшения количества пригодных мест обитания. В Казахстане вид, вероятно, никогда не был многочисленным. Сокращение площади дубрав в долине Урала лишает его природных мест обитания. | Сокращающийся в численности вид            | [ 7 ]             |
|                                                                               | Златка туранговая большая (Capnodis miliaris metallica)               | Редкий вид, встречающийся локально и спорадически. В Казахстане встречается в крупных массивах туранги по речным долинам пустынной зоны на юге страны. Причиной сокращения численности является недостаток подходящих деревьев для заселения. Охраняется в Национальном природном парке «Алтын-Эмель». | Редкий вид                                 | [ 7 ]             |
|                                                                               | Коровка точечная (Stethorus punctillum)                               | Вид, узкоспециализированный к питанию паутинными клещами. Широко распространен в Европе, Средней Азии, на Сибири. В Казахстане почти везде отдельные популяции находятся на грани исчезновения. Встречается преимущественно в земледельческих районах, на полях, в горных плодовых садах. На численности сказывается массовое применение химических обработок полей, садов и лесополос. | Сокращающийся в численности вид            | [ 7 ]             |
|                                                                               | Коровка тянь-шанская (Coccinella tianshanica)                         | Редкий высокогорный вид. Среднеазиатский эндемик. Известен по находкам из нескольких точек северо-восточного Тянь-Шаня. Встречается локально и редко, в но в местах обитания численность может быть довольно высокой. Населяет высокогорные степи на высотах 1600 1800 м н.у.м. Численность сокращается из-за уменьшения мест обитания вида в результате хозяйственной деятельности человека. | Редкий вид                                 | [ 7 ]             |
| Фотография корнееда балашского                                                | Корнеед балхашский (Dorcadіon balchashense)                           | Редкий вид с очень не большим ареалом. Встречается в северном Прибалхашье. Найден в окрестностях Долинки (Карагандинская область), в горах Бектау-Ата (окрестности горы Балхаша). Населяет подгорные долины и предгорьях с полынно-злаковыми стациями. Численность сокращается из-за распашки целинных земель и чрезмерного выпаса скота в местах обитания вида. | Редкий вид                                 | [ 7 ]             |
| Фотография корнееда большого                                                  | Корнеед большой (Dorcadіon grande )                                   | Редкий вид с низкой численностью и сокращающимся ареалом. Встречается в центральной части 3аилийского Алатау в междуречье Каскелен — Иссык. Вид сохранился в немногих точках своего первоначального ареала, встречается спорадически. В окрестностях Алматы полностью исчез. Населяет исключительно целинные земли с преобладанием злаков, предпочитая степные ландшафты с разнотравьем, от предгорий до высот 1800 м н.у.м. Численность сокращается из-за распашки целинных земель, степных пожаров и чрезмерного выпаса скота в места обитания вида.                                                                   | Сокращающийся в численности вид            | [ 7 ]             |
| Фотография корнееда Гангльбауэра                                              | Корнеед Гангльбауэра (Dorcadіon ganglbauerі)                          | Редкий вид с низкой численностью и сокращающимся ареалом. Обособленно стоит в систематике рода Dorcadion. Встречается в бассейне реки Арысь, также изолированно распространен в горах Каратау. Заселяет высокотравные степные участки. Численность сокращается из-за распашки целинных земель, степных пожаров и перевыпаса скота в места обитания вида. | Сокращающийся в численности вид            | [ 7 ]             |
| Фотография Кнемизуса европейского                                             | Кнемизус европейский (Cnemіsus rufescens)                             | Малоизученный редкий вид семейства Пластинчатоусые. Один из 4 видов рода, распространенных в песчаных пустынях и полупустынях Евразии. Является единственным видом, известным из Европы и из Казахстана, где обитает на песках Северного Прикаспия и низовий Волги на север до окрестностей Индерского озера. | Редкий вид                                 | [ 7 ] [ 11 ]      |
|                                                                               | Кравчик Чичерина (Lethrus (Heteroplistodus) tschіtscherіnі )          | Эндемичный вид для юго-востока Джунгарского Алатау. Известны находки жуков на правом берегу реки Или от района Жаркента на западе до района Кульджи (на территории Кореи) на востоке. В Казахстане проходит окраинная часть ареала. Жук населяет остепнённые предгорья и низкогорья. Вид пока остается весьма обычным, но отмечается сокращение его численность из-за перевыпаса скота и распашки целинных земель. | Сокращающийся в численности вид            | [ 7 ] [ 12 ]      |
| Фотография Красотела Семёнова                                                 | Красотел Семёнова (Calosoma (Callisthenes) elegans semenovi)          | На территории страны вид Calosoma elegans представлен подвидом semenovi. Эндемик северных предгорий Заилийского Алатау, где распространен на высотах от 500 до 1800 м. н.у.м. Редкий вид с заметно сокращающейся численностью. Встречаются преимущественно отдельные особи. Причина сокращения численности: разрушение место обитания из-за интенсивного промышленного и сельскохозяйственного их освоения, применение пестицидов, отлов жуков коллекционерами. | Редкий вид                                 | [ 7 ]             |
|                                                                               | Красотел сетчатый (Calosoma (Callisthenes) reticulatum)               | На территории страны представлен подвидом вида C. r. earinus. Ареал на территории страны охватывает центральные регионы: Актюбинская, Карагандинская и Акмолинская (бывшая Целиноградская) области. Также встречается горах Кинеллы, найден в окрестностях реки Сарысу. Имеются сведения о находках вида на западном берегу Каспийского моря. Встречается спорадически. Редкий вид. Причина сокращения численности: разрушение место обитания, применение ядохимикатов и минеральных удобрений, отлов жуков коллекционерами.                                                                                             | Редкий вид                                 | [ 7 ]             |
| Фотография навозника подвижнорогого                                           | Навозник подвижнорогий (Bolboceras armiger)                           | Единственный представитель рода, обитающий на территории Евразии. Спорадично встречается в Европе; на северо-востоке достигает долины реки Урал, где был однажды найден в конце 1920-х годов. Мезофильный вид и избегает степные ландшафты. Довольно обычен в Европе, но редок в восточной части своего ареала. Численность сокращается из-за распашки земель под сельскохозяйственные угодья. В настоящее время в Казахстане этот вид, возможно, вымер, так как около 60 лет данные о находках вида отсутствуют. | Предположительно исчезнувший вид           | [ 7 ]             |
|                                                                               | Оленёк обыкновенный (Dorcus parallelipipedus)                         | Вид, возможно, вымер на территории Казахстана. Широко распространен в Европе; на северо-востоке достигает поймы Урала; в начале XX века один экземпляр был найден в окрестностях Уральска. Обитает в широколиственных лесах и лесостепях. Вымиранию вида способствуют вырубка сухостоя и уборка валежника в лесах. | Предположительно исчезнувший вид           | [ 7 ]             |
| Фотография скакуна сумрачного                                                 | Скакун сумрачный (Cephalota nox)                                      | Редкий вид, эндемик бассейнов рек Амударьи и Сырдарьи. Жуки обитают на песчаных берегах рек. Численность низкая. Изменения гидрологического режима рек вызывает сокращению мест обитания вида. | Редкий вид                                 | [ 7 ]             |
| Фотография усача мускусного илийского                                         | Усач мускусный илийский (Turkaromia pruinosa =Aromia pruinosa)        | Редкий вид с сокращающейся численностью. Ареал охватывает бассейны рек Или и Каратала. Населяет тугайные леса. Повсеместно имеет невысокую численность с резкой тенденцией к уменьшению. Негативное влияние на численность и вымирание локальных популяций оказывает осушение рек, аридиизация речных пойм, зарегулирование стока рек, пожары в местах обитания. | Сокращающийся в численности вид            | [ 7 ]             |
|                                                                               | Хилокорус двуточечный (Chilocorus bipustulatus)                       | Широко распространенный вид, который на территории Казахстана встречается локально. Населяет леса, сады, лесополосы и лесопосадки. В недавнем прошлом вид был многочисленным на территории Казахстана. Численность сокращается из-за хозяйственной деятельности человека, широкого применения химической обработки в лесах и садах. | Редкий вид                                 | [ 7 ]             |
| Отряд Перепончатокрылые (Hymenoptera)                                         |                                                                       | |                                            |                   |
| Фотография гоплита рыжего                                                     | Гоплит рыжий (Hoplitis fulva)                                         | Вид диких одиночных пчёл с полупустынно-степным ареалом. Вид преимущественно связан с песчаными почвами. Отмечается снижение численности вида под воздействием антропогенных факторов: эрозия песчаных почв, перевыпас скота, разрушение песчаных обрывов. | Сокращающийся в численности вид            | [ 7 ]             |
|                                                                               | Клизодон тонконогий (Clisodon gracilipes)                             | Редкий вид одиночных пчел. Представитель древнего рода, возникшего в третичном периоде и распространившегося вместе в Средиземноморье и образовавшего там и в Средней Азии отдельные виды. В Казахстане встречается на юге и юго-востоке страны. Вид приурочен к лёссовым почвам, тугаям. Снижение численности вида происходит под влиянием разрушения гнездовых участков из-за эрозии лёссовых почв и обрывов в результате хозяйственной деятельности человека. | Редкий вид.                                | [ 7 ]             |
|                                                                               | Лестифорус горолюбивый (Lestiphorus oreophilus)                       | Редкий и малоизученный вид. Реликт третичного периода. Встречается в предгорьях и низкогорьях Тянь-Шаня. Населяет луга и степные биотопы в степном и лугово-лесном поясах Тянь-Шаня. Снижение численности вызвано сельскохозяйственным освоением земель и выпасом скота в местах обитания вида. Вид охраняется в Аксу-Жабаглинском заповеднике. | Редкий вид                                 | [ 7 ]             |
| Фотография металлинеллы белобрюхой                                            | Металлинелла белобрюхая (Osmia brevicornis =Metallinella brevicornis) | Редкий, сокращающийся в численности вид пчел. Эндемик Средней Азии. На территории Казахстана вид представлен подвидом leucogastra. Найден на Юго-Востоке страны. Отмечается снижение численности вида под воздействием антропогенных факторов. | Сокращающийся в численности вид            | [ 7 ]             |
|                                                                               | Парарофитес округлый (Pararophites orbinus)                           | Представитель обособленной и примитивной группы пчел-эвцерид. Реликт раннего третичного периода. Встречается на юге Казахстана. Обитает на песчаных почвах и полузакрепленных песках. Вид монотрофен на Peganum harmala. Снижение численности вида происходит под влиянием разрушения гнездовых участков из-за выпаса скота. | Редкий вид.                                | [ 7 ]             |
|                                                                               | Прионикс траурный (Prionyx macula)                                    | На территории Казахстана представлен подвидом Prionyx macula lugens. Встречается в южных и юго-восточных районах страны: Кзыл-Орда, Джулек близ Чиили, долина реки Или. Населяет глинистые, каменистые и солончаковые пустыни, а также поймы рек в пустынной зоне. Факторы, лимитирующие численность вида не известны. | Редкий вид                                 | [ 7 ] [ 13 ]      |
|                                                                               | Прионикс Хаберхауэра (Prionyx haberhaueri)                            | Редкий вид. Встречается в Юго-Восточном Казахстане на участках с каменисто-глинистой почвой и скудной растительностью. Факторы, лимитирующие численность вида не известны. | Редкий вид                                 | [ 7 ] [ 13 ]      |
|                                                                               | Проксилокопа блестящебрюхая (Proxylocopa (Ancylocopa) nitidiventris)  | Редкий представитель древнего рода, который считается дериватом тропической фауны. В Казахстане встречается в нижнем поясе гор Заилийского, Джунгарского Алатау и предгорной пустыне (среднее течение реки Или). Приурочен гнездованием к обрывами из лёсса или слежавшегося песка. Гнездится небольшими колониями. Численность сокращается в результате антропогенного влияния: перевыпас скота, разрушение мест гнездования. | Сокращающийся в численности вид            | [ 7 ]             |
|                                                                               | Проксилокопа рыжевато-красная (Proxylocopa rufa)                      | Редкий представитель древнего рода, который считается дериватом тропической фауны. В Казахстане отмечены находки вида юго-западе (хребет Каратау). Обитает преимущественно в сухих лёссовых полупустынных регионах, придерживается лёссовых обрывов. Известен также из нижнего пояса гор. Гнездится небольшими колониями в земле. | Редкий вид                                 | [ 7 ]             |
|                                                                               | Сколия гигантская (Megascolia maculata)                               | В Казахстане встречается в Северном Прикаспии. Встречается на полянах, лесных опушках, склонах балок. Населяет биоценозы в которых встречаются крупные пластинчатоусые жуки, являющиеся хозяевами её личинок. Для сохранения вида требуется сохранение насекомых-хозяев и мест их обитания. | Сокращающийся в численности вид            | [ 7 ]             |
|                                                                               | Сколия степная (Scolia hirta)                                         | Редкий, локальный, малочисленный вид. Встречается по кустарниковым балкам, в долинах рек, на островках леса среди степных биоценозов. Хозяйственная деятельность человека и распашка целинных земель вызывает снижение численности данного вида. Личинки паразитируют на личинках пластинчатоусых жуков. | Сокращающийся в численности вид            | [ 7 ]             |
|                                                                               | Сфекс желтокрылый (Sphex flavipennis)                                 | Редкий вид. Самый крупный и ярко окрашенный представитель роющих ос на территории Казахстана. Населяет южные районы страны. Встречается в глинистых и каменистых пустынях, степных предгорьях. Лимитирующие факторы не известны, поскольку исследований не проводилось. Вероятно, на численность влияет разрушение земляных гнезд при выпасе скота, нарушения естественных мест обитания вида в результате хозяйственной деятельности человека. | Редкий вид                                 | [ 7 ] [ 13 ]      |
|                                                                               | Сцелифрон Шестакова (Sceliphron shestakovi)                           | Редкий, малоизученный вид. Среднеазиатский эндемик. Встречается в южных районах Казахстана — 30 км южнее Ленера, низкогорья хребта Каржантау. Известен по единичным экземплярам также из Туркменистана и Узбекистана. Обитает в речных долинах, равнинных и предгорных оазисах, в горных ущельях. | Редкий вид                                 | [ 7 ] [ 13 ]      |
| Отряд Прямокрылые (Orthoptera)                                                |                                                                       | |                                            |                   |
| Фотография Дамалаканта вакка                                                  | Дамалаканта вакка (Damalacantha vacca)                                | Очень редкий и малоизученный вид с локальным ареалом. Единственный представитель рода Damalacantha на территории Казахстана и СНГ в целом. Распространен в пустынной зоне Казахстана, где населяет каменисто-солончаковые участки. Численность сокращается из-за деградации мест обитания в результате нерегулируемого выпаса скота. | Редкий вид                                 | [ 7 ]             |
|                                                                               | Деракантина гранулята (Deracanthіna granulata)                        | Очень редкий вид с сокращающимся ареалом. Единственный представитель рода Deracanthina на территории Казахстана. Распространен на Южном Алтае, в Зайсанской впадине, северо-восточных отрогах Тарбагатая, пограничной Джунгарии (хребты Уркашар, Барлык и Джаир). Населяет сухие участки у подножий склонов с ксерофитной растительностью. Численность сокращается в местах перевыпаса скота. | Редкий вид                                 | [ 7 ]             |
|                                                                               | Дыбка степная (Saga pedo)                                             | В Казахстане встречается в степной зоне на участках с луговой высокотравной и кустарниковой растительностью, а также в предгорьях. Вид является характерным обитателем только не нарушенных и слабо трансформированных биотопов. Встречается в единичных экземплярах. Ареал и общая численность вида сокращаются в результате сельскохозяйственного использования земель. | Сокращающийся в численности вид            | [ 7 ]             |
|                                                                               | Кузнечик тёмнокрылый (Ceraeocercus fuscіpennіs)                       | Редкий вид. Эндемик средней Азии и Казахстана. На равнинах встречается в прибрежных ландшафтах, ущельях невысоких гор и на плато среди мезофильной растительности. В горных районах встречается в верховьях мелких рек. Численность сокращается из-за уменьшения количества мест обитания, пригодных для вида. | Редкий вид                                 | [ 7 ]             |
| Фотография севчука Сервиля                                                    | Севчук Сервиля (Onconotus servіlleі)                                  | Редкий вид, сокращающийся в численности с ограниченным ареалом на территории Казахстана. Населяет разнотравно-злаковые степи с кустарниковой растительностью. Лимитирующие факторы: распашка и изоляция целинных участков, деградация степных растительных сообществ в результате нерегулируемого выпаса скота и сенокошения. | Сокращающийся в численности вид            | [ 7 ]             |
| Отряд Равнокрылые (Homoptera)                                                 |                                                                       | |                                            |                   |
|                                                                               | Кошениль польская (Porphyrophora polonica)                            | Редкий вид. В Казахстане встречается в степных ландшафтах. Данные о современной численности отсутствуют, но известно, что она сокращается в результате распашки земель, выпаса скота, обеднения растительности речных пойм, степных пожаров и т. д. | Редкий вид                                 | [ 7 ]             |
|                                                                               | Червец галловый (Acanthococcus orbіculus)                             | Вероятно, исчезнувший на территории Казахстана вид. Возможно, всё ещё встречается в Северо-Западном Китае. Единственный представитель галловых червецов в Северном полушарии. Является реликтом третичного периода. Вид известен по единственной находке в тугайных лесах из окрестностей Улькен-Калкана в среднем течении реки Или. Местообитание было затоплено водой при создании Капчагайского водохранилища. | Исчезнувший вид                            | [ 7 ]             |
|                                                                               | Червец карминоносный бурачниковый (Porphyrophora arnebіae)            | Редкий эндемик с узким ареалом. Встречается в южном Казахстане — окрестности Арыси (Дармино). | Редкий вид                                 | [ 7 ]             |
|                                                                               | Червец карминоносный Виктории (Porphyrophora vіctorіae)               | Редкий вид. Встречается в южном Казахстане: хребет Каратау, Муюнкум. населяет сухие полынно-разнотравные степи. Численность сокращается из-за хозяйственной деятельности человека в местах обитания вида. | Редкий вид                                 | [ 7 ]             |
|                                                                               | Червец карминоносный горчаковый (Porphyrophora sophorae)              | Редкий эндемик с узким ареалом. Встречается в южном Казахстане: предгорные равнины восточных склонов Каратау, Муюнкум. Обитает на пустынно-степных и пустынных территориях. Причины сокращения численности не известны. | Редкий вид                                 | [ 7 ]             |
|                                                                               | Червец удлиненный (Parafairmairia elongata)                           | Исчезающий вид. Эндемик с узким ареалом. Известен по единственной находке из Зайсанской котловины — левый берег Чёрного Иртыша, окрестности посёлка Буран. Собран на прибрежных песках. Развеивание песков вследствие неконтролируемого выпаса скота вызывает снижение численности данного вида. | Исчезающий вид                             | [ 7 ]             |
|                                                                               | Филлоргериус Якобсона (Phyllorgerіus jacobsonі)                       | Представитель монотипического рода. Сокращающийся в численности вид с узким ареалом. Реликт древней фауны, сохранившейся, предположительно, с неогена в горах Северного Тянь-Шаня. Приблизительно 25-30 лет назад вид встречался повсеместно на территории Казахстана в большом количестве. В последнее время в предгорьях численность вида резко сократилась в виду постоянных пожаров и антропогенного освоения земель. | Сокращающийся в численности вид            | [ 7 ]             |
| Отряд Стрекозы (Odonata)                                                      |                                                                       | |                                            |                   |
| Фотография булавобрюха заметного                                              | Булавобрюх заметный (Cordulegaster insignis)                          | Редкий вид, на территории Казахстана представленный видимо подвидом Cordulegaster insignis coronatus (некоторые авторы рассматривают его самостоятельным видом). На равнинах не встречается, в горах поднимается на высоты до 2700 м н.у.м. Численность сокращается в связи с загрязнением водоёмов. Охраняется в заповеднике Аксу-Джабаглы. | Редкий вид                                 | [ 7 ]             |
|                                                                               | Дозорщик-император (Anax imperator)                                   | Один из наиболее крупных видов стрекоз. Личинки развиваются в стоячих и полупроточных водоемах с чистой водой. В последние годы на территории Казахстана отмечается снижение численности из-за загрязнения водоемов и вылова имаго. | Сокращающийся в численности вид.           | [ 7 ]             |
|                                                                               | Красотка-девушка (Calopteryx virgo)                                   | На большей территории своей ареала в Казахстане является сокращающимся в численности видом. На территории страны обитает около рек и ручьев с песчаным или галечниковым дном, редко встречается и возле глубоких проточных озёр. Численность сокращается из-за регулирования и изменения стока и загрязнения малых рек. | Сокращающийся в численности вид            | [ 7 ]             |
|                                                                               | Летодедка Кириченко (Anormogomphus kiritschenkoi)                     | Очень редкий вид. Известен по единичным находкам. На территории Казахстана встречается на юге страны. Личинки развиваются в горных и равнинных реках с быстрым течением. На численности вида пагубно сказывается загрязнение водоемов, изменения стока река при гидростроительстве и мелиоративных работах. | Редкий вид                                 | [ 7 ]             |
|                                                                               | Прямобрюх южноазиатский (Orthetrum sabina)                            | На территории Казахстана вид встречается в южных и восточных районах страны. | Сокращающийся в численности вид.           | [ 14 ]            |
|                                                                               | Селисия чёрная (Selysiothemis nigra)                                  | Населяет Джунгарский Алатау (Юго-Восточный Казахстан). | Сокращающийся в численности вид.           | [ 15 ]            |
| Фотография аральского тонкохвоста                                             | Тонкохвост аральский (Ischnura aralensis)                             | Редкий вид стрекоз, распространенный локально. Представитель единственного на территории СНГ рода, которому свойственен яркий полиморфизм — наличие различных цветовых форм. Вид известен по единичным находкам из бассейна Сырдарьи и Ильменской группы озёр на Южном Урале. В Казахстане вид обитает на тугайных пойменных озёрах, существующих при разливах реки Сырдарьи. Из-за регулирования речного стока и забора воды на нужды орошения, число пойменных озёр сильно сокращается. С исчезновением мест обитания данный вид оказывается под угрозой исчезновения.                                                 | Редкий вид                                 | [ 7 ]             |
| Отряд Чешуекрылые (Lepidoptera)                                               |                                                                       | |                                            |                   |
|                                                                               | Parnassius boedromius                                                 | Эндемик Тянь-Шаня. Один из самых мелких видов рода и семейства парусников в целом. Обладает разорванным на отдельные локальные участки ареалом. В Казахстане достоверно обитает на хребтах Заилийский Алатау, Кюнгёй-Ала-Тоо и Терскей Ала-Тоо. Обитает на крутых южных и юго-западных склонах. Встречается у снежных пятен снежников на высотах от 2700 до 3500 м н.у.м. Преимущественно населяет осыпи с редкой высокогорной разнотравной растительностью. Локальный вид, встречающийся изолированными компактными популяциями, бабочки в которых летают в очень ограниченных стациях, часто не более 30 на 30 метров. | Редкий вид                                 | [ 7 ]             |
| Фотография Parnassius patricius                                               | Parnassius patricius                                                  | Один из самых мелких видов рода. Тибетско-Тяньшанский эндемик, с прерывистым ареалом. В Казахстане встречается на хребтах Заилийского и Кюнгёй-Ала-Тоо. Обитает на предгребневых каменистых склонах с редкой растительностью и выходами скальных пород на высотах до 2900-3600 м н.у.м. Вид встречается локально и редко. | Редкий вид                                 | [ 7 ]             |
|                                                                               | Бражник туранговый (Laothoe philerema)                                | Эндемик пустынь Средней Азии с ареалом, разорванным на отдельные участки. Встречается локально и редко. В Казахстане известно достоверно только одно место обитания — пойма река Или у Капчагайского водохранилища. Ареал вида сокращается. Обитает в тугайных пойменных лесах, зарослях туранги, расположенных вдоль рек на высотах 200—500 м н.у.м. Негативно влияют на численность вида осушение пойм рек, пожары, вырубка тугайной растительности. | Сокращающийся в численности вид            | [ 7 ]             |
| Фотография голубянки аргали                                                   | Голубянка Аргали (Neolycaena argali = Glaucopsyche argali)            | Один из самых редких видов этого рода. Эндемик Алтая В Казахстане найден на Курчумском хребте. Встречается локально и редко. Встречается по разнотравным злаковым лугам южных склонов. Выпас скота в местах обитания бабочки негативно влияет на численность вида. | Сокращающийся в численности вид            | [ 7 ]             |
| Фотография голубянки бавий                                                    | Голубянка бавий (Scolitantides bavius)                                | В Казахстане обитает в северо-западной части между реками Волгой и Уралом. Ареал сокращается. Обитает в разнотравных степных стациях. В начале и в середине XX века повсюду был обычным видом. В настоящее время встречается значительно реже. По всей вероятности, снижению численности способствовали широкое освоение степных массивов, урбанизация, применение пестицидов и гербицидов. | Сокращающийся в численности вид            | [ 7 ]             |
| Фотография голубянки мирмекиды                                                | Голубянка китайская (Aricia chinensis)                                | На территории страны вид представлен подвидом Aricia chinensis myrmecias — Голубянка мирмекида. Данный подвид эндемичен для аридных областей Средней Азии. Распространен от прикаспийских районов до северо-восточного Китая. В Казахстане и Средней Азии редок, встречается локально и обычно одиночно. На территории республики найден только в долине реки Или, где обитает на открытых участках в разнотравно-злаковых ландшафтах, часто с примесью кустарниковых астрагалов и саксаула; также встречается на песках и в щебнистой пустыне.                                                                          | Редкий вид                                 | [ 7 ]             |
|                                                                               | Голубянка панопа (Palaeophilotes (Inderskia) panope)                  | Очень редкий вид. По-видимому, эндемик Северного Прикаспия. Найден только в Атырауской (бывшая Гурьевская) области. Обитает в степных стациях. В настоящее время значительная часть степей в северо-западном Казахстане распахана, что губительно отразилось на численности вида. | Редкий вид                                 | [ 7 ]             |
| Фотография голубянки татьяны                                                  | Голубянка Татьяна (Otnjukovia tatjana)                                | Очень редкий вид. Вероятно является эндемиком Северного Прикаспия. Найден только в Атырауской (бывшая Гурьевская) области. Обитает в степных стациях. В настоящее время значительная часть степей в северо-западном Казахстане распахана, что губительно отразилось на численности вида. | Редкий вид                                 | [ 7 ]             |
|                                                                               | Желтушка Вискотта (Colias wiskotti)                                   | В Казахстане вид представлен западно-тяньшанским подвидом Colias wiscotti draconis. Встречается локально. Данный подвид наиболее сильно отличается от номинативного подвида. Обитает в Западном Тянь-Шане. Заселяет разнотравно-луговые участки на северных склонах на высотах от 2500 до 3000 м н.у.м. Предпочитает горные склоны, поросшие астрагалами. | Сокращающийся в численности вид            | [ 7 ] [ 16 ]      |
| Фотография желтушки Ершова                                                    | Желтушка Ершова (Colias erschoffii)                                   | Эндемик Северо-Восточного Тянь-Шаня. Один из самых крупных и наиболее плохо изученных видов желтушек. Встречается редко и спорадически. Обитает на южных и северных склонах в высотных поясах елового леса и субальпийского пояса на высотах от 1900 до 2800 м н.у.м. на разнотравных лугах. Причина сокращение численности — места обитания вида подвергаются перевыпасу скота. | Редкий вид                                 | [ 7 ]             |
| Фотография микрозегриса пламенного                                            | Микрозегрис пламенный (Microzegris pyrothoe)                          | В Казахстане известен из Прикаспия (плато Устюрт) и Южного Прибалхашья. Редка, но постоянно отмечается на острове Барсакельмес. Обитает в злаково-разнотравных стациях и саксаульниках в песчаных и солончаковых пустынях. Повсюду отмечается снижение численности вида. Встречается локально, но в некоторых местах обычный вид. Причина сокращения численности — исчезновение мест обитания вида из-за антропогенной деятельности. | Сокращающийся в численности вид            | [ 7 ]             |
| Фотография орденской ленты туранговой                                         | Орденская лента туранговая (Catocala optima)                          | Самый редкий представитель рода орденских лент. Турано-иранский эндемик. Ареал состоит из нескольких разорванных мелких частей. Встречается локально в пустынях Средней Азии и Ирана. В Казахстане достоверно известен из пойменных тугаев рек Сырдарьи (ст. Байгакум) и Или. Ареал вида резко сокращается. Встречается в тугайных пойменных лесах и туранговых рощах, площадь которых сильно сократилась за последние десятилетия. Негативно также влияют на численность вида осушение пойм рек, пожары, вырубка тугайных лесов.                                                                                        | Сокращающийся в численности вид            | [ 7 ]             |
|                                                                               | Парусник алексанор (Papilio alexanor)                                 | Редкий вид с прерывистым ареалом. Наиболее редкий из 5 видов рода Papilio на территории стран СНГ. В Казахстане представлен подвидом Papilio alexanor voldemar (Kreuzberg, 1989) и достоверно обнаружен только на юге страны — в горах Каратау. Встречается на щебнистых, хорошо прогреваемых склонах на высотах от 1100 до 1400 м. н.у.м.. Строгая приуроченность к определённому типу биотопов сильно повышают уязвимость популяций. Лимитирующие факторы: перевыпас, чрезмерный сенокос, эндопаразитизм. | Редкий вид                                 | [ 7 ] [ 17 ]      |
| Фотография пестрянки туркменской                                              | Пестрянка туркменская (Zygaena truchmena)                             | Эндемик Средней Азии. Вид локально встречается в том числе и в Казахстане, где обитает в среднем и нижнем течении реки Сырдарьи. Обитает в различных биотопах пустыни, включая оазисы. Наиболее обычен на полянах в тугайных лесах. Современных данных о численности вида нет. Ранее пестрянка туркменская была обычным видом в тугаях. Негативно влияют на численность вида осушение пойм рек, пожары, вырубка тугайной растительности. |                                            |                   |
|                                                                               | Поликсена (Zerynthia polyxena)                                        | В Казахстане встречается на Южном Урале, в Мугоджарах. Локальный вид, встречающийся изолированными компактными популяциями, бабочки в которых летают в очень ограниченных стациях. Современное сокращение численности данного вида обусловлено исчезновением кормового растения гусениц и открытых биотопов, что связано с увеличением антропогенного воздействия на места обитания. Миграциям вид практически не подвержен, поэтому полностью исчезает при деструктивном воздействии на его местообитания. | Сокращающийся в численности вид            | [ 7 ]             |
| Фотография сенницы монгольской                                                | Сенница монгольская (Coenonympha mongolica)                           | Эндемик Тянь-Шаня с очень узким ареалом, разорванным на отдельные участки. Встречается в юго-восточной части Казахстана — в долине реки Или и смежных районах. Известен также в районе города Кульджи в Западном Китае. Самый крупный вид рода, с нехарактерной для его представителей окраской. Обитает в поймах рек пустынной зоны. Предпочитает злаковые луга с зарослями кендыря, барбариса и лоха. Данных об изменении ареала на территории Казахстана нет. Численность сокращается из-за деградации мест обитания вследствие пожаров, сооружения водохранилищ и вырубок кустарниковой растительности.              | Редкий вид                                 | [ 7 ]             |
| Фотография перьеносной пяденицы                                               | Хаймоптена оперенная или Пяденица перьеносная (Cheimoptena pennigera) | Редкий вид бабочек-пядениц. Эндемик пустынь Средней Азии. Ареал включает территорию Казахстана, где вид обнаружен в Каракумах (Репетек), Муюнкумах (среднее течение реки Чу), в пустыне Сары-Ишикотау (по древнему руслу реки Или). Возможно также обитает северо-восточнее указанного участка — вплоть до озера Зайсан. Бабочки встречаются на песках, поросших белым саксаулом, преимущественно в понижениях с разнотравной растительностью, находящимися между барханами. Местами обычный вид, однако встречается преимущественно локально. Охраняется в Репетекском заповеднике.                                     | Редкий вид                                 | [ 7 ] [ 19 ]      |
|                                                                               | Хохлатка тугайная (Paragluphisia oxiana)                              | Эндемик пустынь Средней Азии, имеющий разорванный ареал. Встречается локально. В Казахстане достоверно известен из поймы Сырдарьи. Обитает в тугайных лесах, состоящих из туранги, лоха, тамариска, кендыря и различных травянистых растений. Сокращение численности вида происходит из-за уничтожения пойменных тугайных лесов. | Сокращающийся в численности вид            | [ 7 ]             |
| Фотография Энейса мулла                                                       | Энейс мулла (Oeneis mulla)                                            | Самый редкий из 5 видов рода, обитающих на территории Казахстана. Обитает в Восточном Казахстане — район хребта Тарбагатай. Населяет разнотравные луга южных склонов. Гусеница и кормовые растения вида неизвестны. | Редкий вид                                 | [ 7 ]             |